# Repče (Ljubljana)
Repče is een plaats in Slovenië en maakt deel uit van de gemeente Ljubljana in de NUTS-3-regio Osrednjeslovenska. De plaats telde 68 inwoners op 1 januari 2020.